# Phillip Dominique Lockett
Phillip Dominique Daniel Lockett (Netanya, Israel, 12 de marzo de 1988) es un baloncestista argentino nacido en Israel, que se desempeña como ala-pívot en Olímpico de la Liga Nacional de Básquet de Argentina.

## Carrera profesional
Lockett creció en la ciudad santiagueña de La Banda, interesándose por el baloncesto durante su adolescencia, cuando empezó a jugar en las categorías inferiores de Independiente BBC (antes de ello había practicado taekwondo). Fue luego reclutado por Ben Hur de Rafaela, donde completó su formación y pudo debutar en la Liga Nacional de Básquet en enero de 2006. Más tarde fue cedido a Quimsa, pero en la temporada 2008-09 pasó a desempeñarse en la Asociación Italiana de Charata, club que disputaba el Torneo Nacional de Ascenso.
Los siguientes años transcurrieron para Lockett en el Torneo Federal de Básquetbol, vistiendo las camisetas de Olimpia de Paraná, Central San Javier y Sociedad Española. En ese último club sufrió una seria lesión en la rodilla, lo que lo puso ante la posibilidad de abandonar la práctica profesional del baloncesto. Sin embargo optó por rehabilitarse y volver a la competición. Fue por ello que reapareció en 2013 jugado el TFB con el equipo entrerriano de Regatas Uruguay. Lockett condujo a los suyos hasta las semifinales del certamen, donde cayeron derrotados frente a Barrio Parque, club que terminaría ascendiendo al TNA.
La buena impresión que el jugador causó ante los cordobeses le sirvió para que en julio de 2013 le ofrecieran un contrato para disputar la temporada 2013-14 del TNA, lo que significó el regreso de Lockett a la segunda categoría del baloncesto profesional argentino. 
El 11 de agosto de 2015 se confirma si llegada a Oberá para disputar el Torneo Nacional de Ascenso 2015-16. Promedió 8,8 puntos y 6,6 rebotes, con una media de 23 minutos por presentación en 39 partidos. Se clasificó a la reclasificación, buscando un lugar en los playoff, pero termina eliminado por Morteros al perder la serie 3-1.
El 25 de julio de 2016 se confirma su llegada a Morteros de cara a al Torneo Nacional de Ascenso 2016-17, clasifican al playoff por el ascenso, en la primera ronda eliminan a Oberá Tenis Club al ganarle la serie 3-2, pero son eliminados por Unión de Santa Fe al perder la serie por 3-1 en los cuartos de final. Lockett disputó 45 partidos promediando 15, 6 puntos, 8,4 rebotes y 1,4 bloqueos en 31,7 minutos por partido.
En agosto de 2017 el club Obras Sanitarias anunció la contratación de Lockett, lo que implicó para el jugador el retorno a la LNB tras nueve años de ausencia. El ala-pívot sumó muchos minutos de juego en sus dos temporadas en el club, pero haciendo sus aportes desde el banco de suplentes. 
Posteriormente jugó en Libertad de Sunchales, Platense y Peñarol de Mar del Plata, todos clubes de la LNB, además de haber tenido experiencias en el baloncesto venezolano y colombiano.
En junio de 2022 acordó su incorporación a Instituto, equipo que aspiraba a conseguir títulos a nivel nacional e internacional. Sin embargo ese objetivo no se cumplió, por lo que el plantel terminó desarticulándose al final de la temporada. 
Lockett se unió a Olímpico en julio de 2023, haciendo así su regreso a la provincia donde creció tras 15 años de ausencia.

### Clubes
- Actualizado hasta el 8 de julio de 2023.

| Club                           | País      | Año             |
| ------------------------------ | --------- | --------------- |
| Ben Hur                        | Argentina | 2006 - 2008     |
| Quimsa                         | Argentina | 2008            |
| Asociación Italiana de Charata | Argentina | 2008 - 2009     |
| Olimpia de Paraná              | Argentina | 2009 - 2010     |
| Central San Javier             | Argentina | 2010 - 2011     |
| Sociedad Española              | Argentina | 2011 - 2012     |
| Regatas Uruguay                | Argentina | 2013            |
| Barrio Parque                  | Argentina | 2013 - 2014     |
| UNCAus                         | Argentina | 2014 - 2015     |
| Oberá                          | Argentina | 2015 - 2016     |
| Tiro Federal Morteros          | Argentina | 2016 - 2017     |
| Obras Basket                   | Argentina | 2017 - 2019     |
| Cocodrilos de Caracas          | Venezuela | 2019            |
| Libertad                       | Argentina | 2019 - 2020     |
| Platense                       | Argentina | 2020 - 2021     |
| Tigrillos de Medellín          | Colombia  | 2021            |
| Peñarol de Mar del Plata       | Argentina | 2021 - 2022     |
| Instituto                      | Argentina | 2022 - 2023     |
| Olímpico                       | Argentina | 2023 - Presente |

## Palmarés

### Campeonatos internacionales
- Actualizado hasta el 04 de mayo de 2018.

| Título                           | Club    | País      | Año  |
| -------------------------------- | ------- | --------- | ---- |
| Liga Sudamericana de Clubes 2006 | Ben Hur | Argentina | 2006 |

## Vida privada
Lockett es hijo del exbaloncestista estadounidense Phillip Lee Lockett y de una mujer argentina, por lo que también posee la ciudadanía estadounidense. 
Su hermano, Nahum Emmanuel Lee Lockett Ruiz, jugó al baloncesto en los Estados Unidos, primero como miembro de los Miles College Golden Bears en la División II de la NCAA, y luego en los RDC Vulcans de la North American Basketball League y en el Magic City Surge de la American Basketball Association. 